# Makhtar Thioune
Makhtar Thioune (ur. 5 sierpnia 1984 w Richard Toll) – senegalski piłkarz, grający na pozycji pomocnika.

## Kariera klubowa
Thioune karierę zaczynał w rodzinnym kraju, w którym występował najpierw w ASC Linguère, a następnie w ASC Port Autonome. W 2006 roku trafił do Norwegii. Trzy sezony spędził w drugiej lidze jako zawodnik Sparty Sarpsborg. W 2009 roku przeniósł się do Molde FK, w którym spędził kolejne trzy lata. Zimą 2012 roku na kilka miesięcy trafił do Niemiec, do drugoligowego wówczas Karlsruher SC. Latem tego samego roku wrócił jednak do Norwegii i trafił do Viking FK. W 2016 grał w Şanlıurfasporze, a w 2017 trafił do klubu Alta IF.

## Kariera reprezentacyjna
W reprezentacji Senegalu zadebiutował w 2006 roku

## Sukcesy
ASC Port Autonome
- Mistrzostwo Senegalu: 2005

Molde
- Mistrzostwo Norwegii: 2011